# جو لنکستر (بازیکن فوتبال )
جو لنکستر (انگلیسی: Joe Lancaster؛ زادهٔ ۲۸ آوریل ۱۹۲۶) بازیکن فوتبال اهل بریتانیا است.
از باشگاه‌هایی که در آن بازی کرده‌است می‌توان به باشگاه فوتبال منچستر یونایتد اشاره کرد.